# Tord alatacat
El tord alatacat (Geokichla spiloptera) és un ocell de la família dels túrdids (Turdidae).

## Hàbitat i distribució
Habita boscos i selva de Sri Lanka.